# Vương quốc Ấn-Hy Lạp
Vương quốc Ấn-Hy, Vương quốc Ấn-Hy Lạp hay Vương quốc Graeco-Ấn Độ, còn được gọi trong lịch sử là Vương quốc Yavana (Yavanarajya),
 là một vương quốc Hy Lạp thời kỳ Hy hóa bao gồm nhiều vùng khác nhau của Afghanistan, Pakistan và tây bắc Ấn Độ ngày nay. Vương quốc này đã tồn tại từ c. 200 TCN tới c. 10 sau Công Nguyên.
Những cuộc xâm chiếm của người Hy Lạp đã đưa những người Hy Lạp cổ đại tới Nam Á còn được gọi là Ấn-Hy. Họ thành lập Vương quốc Ấn-Hy bao gồm các vùng khác nhau của Tây Bắc và phía Bắc tiểu lục địa Ấn Độ trong suốt hai thế kỷ cuối cùng TCN, và được cai trị bởi hơn 30 vị vua Hy Lạp, thường xung đột với nhau khác. Vương quốc này được thành lập khi Demetrios vua của vương quốc Hy Lạp-Bactria xâm chiếm Ấn Độ vào đầu thế kỷ thứ hai trước Công nguyên, trong bối cảnh này ranh giới của "Ấn Độ" là Hindu Kush. Những người Hy Lạp tại Ấn Độ cuối cùng đã bị chia cắt khỏi vương quốc Hy Lạp-Bactria mà trung tâm nằm ở Bactria (nay là biên giới giữa Afghanistan và Uzbekistan).
Khái niệm "Vương quốc Ấn-Hy" lỏng lẻo mô tả một số triều đại có thể chế chính trị khác nhau. Đã có nhiều thành phố, như Taxila, nay thuộc Punjab của Pakistan, hoặc Pushkalavati và Sagala . Những thành phố này sẽ là đô thành một số triều đại trong thời trị vì của họ.
Trong suốt hai thế kỷ cầm quyền của mình, các vị vua Ấn-Hy kết hợp ngôn ngữ Hy Lạp với các ngôi ngữ của Ấn Độ cùng với các ký hiệu, như được thấy trên đồng tiền của họ, và pha trộn tôn giáo Hy Lạp cổ đại, Ấn giáo và Phật giáo, như đã thấy trong các di chỉ khảo cổ còn lại của các thành phố của họ và trong các bia đá ghi lại sự ủng hộ của họ đối với Phật giáo, cho thấy một sự hợp nhất phong phú của những ảnh hưởng Ấn Độ và Hy Lạp. Ảnh hưởng của văn hóa Ấn-Hy Lạp vẫn còn cảm thấy ngày nay, đặc biệt là thông qua ảnh hưởng của nghệ thuật Hy Lạp-Phật giáo.
Vương quốc Ấn-Hy cuối cùng biến mất như một thực thể chính trị vào 10 SCN sau cuộc xâm lược của vương quốc Ấn-Scythia, mặc dù một số người dân Hy Lạp có lẽ vẫn còn tồn tại cho tới nhiều thế kỷ sau dưới sự cai trị tiếp theo của vương quốc Ấn-Parthia và vương triều Quý Sương.

## Bối cảnh

### Sự hiện diện đầu tiên của người Hy Lạp ở Nam Á

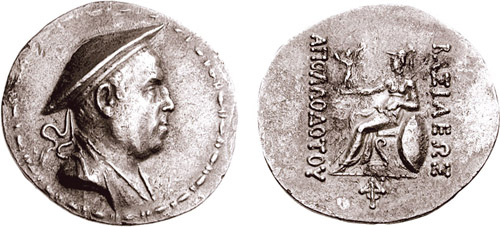
Apollodotus I (180–160 TCN) vị vua đầu tiên chỉ cai trị ở tiểu lục địa và do đó mới đích thực là người sáng lập vương quốc Ấn-Hy.

Năm 326 TCN, Alexander Đại đế chinh phục tây bắc của tiểu lục địa Ấn Độ xa tới tận sông Hyphasis, và thành lập các tỉnh(trấn) và xây dựng một số khu định cư, bao gồm cả Bucephala, ông quay về phía Nam khi quân đội của ông đã từ chối đi xa hơn về phía đông. Những vùng đất Ấn Độ ở Punjab đã được đặt dưới sự cai trị của Porus và Taxiles, những người đã được khẳng định một lần nữa tại Hiệp ước ở Triparadisus năm 321 TCN, và quân đội Hy Lạp còn lại trong các trấn được để lại dưới sự chỉ huy của tướng Eudemus. Sau năm 321, Eudemus đã lật đổ Taxiles, cho đến khi ông rời Ấn Độ vào năm 316 TCN. Một vị tướng khác cũng cai trị các thuộc địa của Hy Lạp ở Indus: Peithon, con của Agenor, cho đến khi ông ta khởi hành đi Babylon vào năm 316 TCN.
Seleukos đã tiến xa tới tận Ấn Độ, nơi ông ta ký một hiệp ước với Chandragupta Maurya để trao đổi những vùng đất ở phương đông và nhận được 1 lực lượng đáng kể gồm 500 voi chiến mà sau này đóng vai trò cực kì quan trọng tại trận Ipsus:
"Những người Ấn Độ đã xâm chiếm một vài quốc gia dọc theo bờ sông Ấn mà trước đây thuộc về người Ba Tư. Alexandros đã cướp đoạt miền Arian của họ và thành lập những thành phố mà bây giờ thuộc về ông ta. Nhưng Seleukos đã tặng chúng cho Sandrocottus (Chandragupta Maurya) trong hệ quả của cuộc hôn nhân thoả thuận và nhận trở lại 500 voi chiến."— Strabo 15.2.1(9)

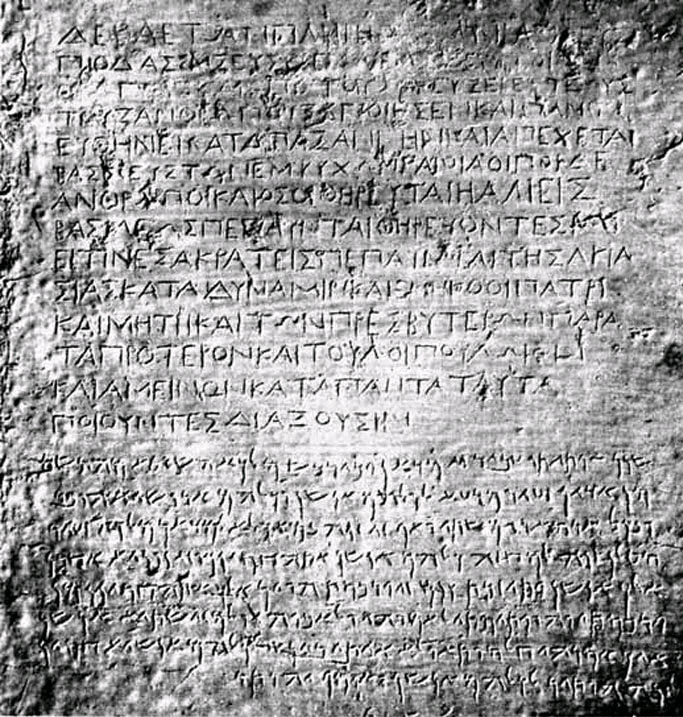
Sắc lệnh song ngữ của A-dục vương (viết bằng tiếng Hy Lạp và tiếng Aramaic), được tìm thấy ở Càn-đà-la. Khoảng 250 TCN, Bảo tàng Kabul.

Ngoài ra một số người Hy Lạp, chẳng hạn như sử gia Megasthenes, theo sau này là Deimachus và Dionysius, được gửi đến cư trú tại triều đình Maurya. Quà tặng tiếp tục được trao đổi giữa hai vị vua cai trị. Cường độ của những cuộc trao đổi này được chứng minh bằng sự tồn tại của một bộ phận người nước ngoài chuyên dụng ở đế quốc Mauryan như người Hy Lạp (Yavana) và Ba Tư, hoặc phần còn lại của đồ gốm Hy Lạp cổ có thể được tìm thấy trên khắp miền bắc Ấn Độ.
Trong trường hợp này, người dân Hy Lạp rõ ràng vẫn còn ở phía tây bắc của tiểu lục địa Ấn Độ thuộc sự cai trị của triều đại Maurya. Cháu nội của Chandragupta là Ashoka, người đã chuyển đổi sang đức tin Phật giáo tuyên bố trong sắc lệnh của Ashoka, được khắc trên đá, trong đó có viết bằng tiếng Hy Lạp rằng người dân Hy Lạp trong vương quốc của ông cũng đã cải sang đạo Phật:
"Ở đây ở trong đất đai của nhà vua trong số những người Hy Lạp, người Kamboja, người Nabhakas, người Nabhapamkits, người Bhojas, người Pitinikas, người Andhras và Palidas, ở khắp mọi nơi mọi người đang tin theo những lời chỉ dạy của trời trong Phật pháp.""— Sắc lệnh trên đá, Chỉ dụ số 13 (S. Dhammika).

Trong sắc lệnh của ông, Ashoka đề cập rằng ông đã gửi sứ thần Phật giáo tới những nhà vua Hy Lạp xa tới tận Địa Trung Hải, và rằng ông đã phát triển thuốc thảo dược trong lãnh thổ của họ, nhằm chăm sóc cho người và động vật (Chỉ dụ số 2).
Người Hy Lạp ở Ấn Độ dường như đã đóng một vai trò tích cực trong việc tuyên truyền Phật giáo, như một số các sứ thần của Ashoka như Dharmaraksita, hay Mahadharmaraksita. Người ta cũng cho rằng người Hy Lạp đã đóng góp cho công tác điêu khắc của các trụ cột của Ashoka, và cho sự trổ hoa của nghệ thuật Maurya nói chung.
Một lần nữa trong năm 206 TCN, hoàng đế nhà Seleukos Antiochus đã dẫn một đội quân tới thung lũng Kabul, nơi ông nhận được những con voi chiến và quà tặng từ vị vua Ấn Độ Sophagasenus:
"Ông vượt qua dãy Caucasus (Hindu Kush), nối lại mối quan hệ với nhà vua Ấn Độ Sophagasenus (Subhashsena trong tiếng Phạn), nhận được nhiều voi, cho tới khi ông có được hoàn toàn 150 con và nhận được nhiều lương thực cho quân đội của mình. một lần nữa đặt ra một nhiệm vụ cá nhân cho quân đội của mình: để lại Androsthenes của Cyzicus với nhiệm vụ lấy kho báu mà nhà vua này đã đồng ý giao cho ông ta. "— Polybius 11.39

## Người Hy Lạp cai trị Bactria

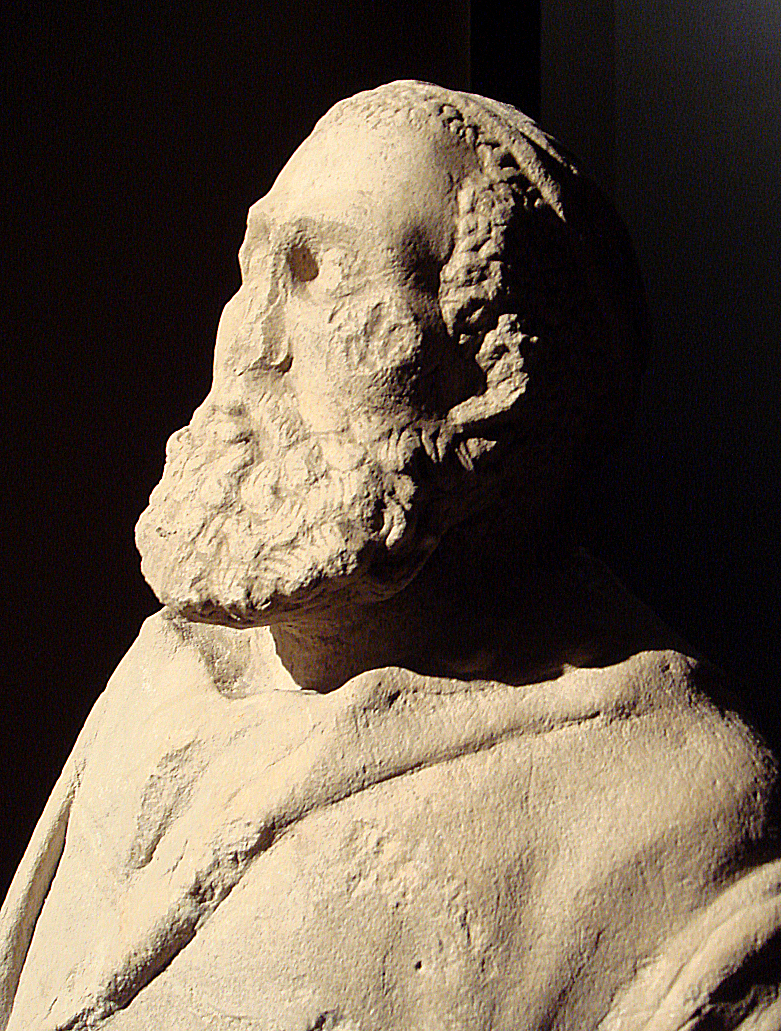
Bức tượng của người Hy Lạp-Bactria, có thể là một triết gia, Ai Khanoum, Bactria, thế kỉ thứ 2 TCN

Alexandros cũng đã thành lập một số thuộc địa ở nước láng giềng Bactria, như Alexandria trên bờ sông Oxus (hiện nay là Ai-Khanoum) và Alexandria ở Caucasus (thời Trung đại là Kapisa, hiện nay là Bagram). Sau cái chết của Alexandros năm 323 TCN, Bactria đã nằm dưới sự quản lý của Seleukos I Nicator, người sáng lập đế chế Seleucid. Một trong những phó vương của nhà Seleukos, Diodotus của Bactria, đã nổi dậy chống lại triều đại Seleukos và tự mình lên ngôi vua của Vương quốc Hy Lạp-Bactria.
"Diodotus,người cai quản của nghìn thành phố của Bactria (tiếng Latin: "Theodotus, mille urbium Bactrianarum praefectus"), đã chiến thắng và tự lập mình làm vua. Tất cả những người dân của phương đông chấp nhận điều này của ông và ly khai khỏi Macedonia."— Justin, XLI, 4

Vương quốc mới, có sự đô thị hóa cao và được coi là một trong những quốc gia giàu có nhất của phương đông, (opulentissimum illud mille urbium Bactrianum imperium, "đế quốc vô cùng thịnh vượng của hàng ngàn thành phố của Bactria" Justin, XLI, 1) đã phát triển thế lực xa hơn và tham gia vào việc mở rộng lãnh thổ về phía đông và phía tây:
"Những người Hy Lạp mà là nguyên nhân khiến Bactria nổi loạn đã trở nên hùng mạnh dựa vào những tài nguyên của đất nước mà họ mà họ trở thành lãnh đạo không chỉ của Ariana, mà còn của Ấn Độ, như Apollodorus của Artemita nói: và số bộ lạc đã bị họ chinh phục nhiều hơn của Alexanderos. Những thành phố của họ là Bactra (còn được gọi là Zariaspa, mà qua đó dòng chảy của con sông cùng tên đổ vào Oxus), và Darapsa, và nhiều thành phố khác nữa. Trong số này có Eucratidia, được đặt tên bởi nhà vua cai trị nó."

Arsaces, tù trưởng của bộ lạc du cư Parni đã tiến vào Parthia và loại bỏ Andragoras, phó vương cũ và tự lập mình làm vua của Parthia, và đã trở thành người sáng lập của đế chế Parthia. Vương quốc Hy Lạp-Bactria bị cắt đứt mối liên hệ với thế giới Hy Lạp cổ. Buôn bán đường bộ tiếp tục suy giảm trong khi buôn bán đường biển giữa Ai Cập Hy Lạp và Bactria tiếp tục phát triển
Ngay sau đó, Diodotus mất và được thừa kế bởi con trai Diodotus II,người đã thiết lập hòa bình với người Parthia(Justin l.c.). Diodotus II đã thiết lập liên minh với Arsaces của Parthia trong cuộc chiến chống lại Seleukos II:
"Sau khi đón nhận tin về cái chết của Theodotus (Justin sử dụng một tên khác với nguyên bản) Arsaces thiết lập hòa bình và một liên minh với con trai ông, cũng lấy tên là Theodotus.Một thời gian sau, ông chống lại vua Seleukos II người đến để trừng phạt những kẻ nổi loạn và ông đã chiến thắng: người Parthia coi ngày này như là một trong những ngày đánh dấu sự bắt đầu của sự tự do của họ."

Euthydemos, một người Hy Lạp Magnesia theo Polybius và có thể là phó vương của Sogdiana, đã lật đổ Diodotos II khoảng năm 230 trước Công nguyên và bắt đầu triều đại của riêng mình. Euthydemos kiểm soát mở rộng tới Sogdiana, tiến xa hơn thành phố Alexandria Eschate được thành lập bởi Alexandros Đại đế ở Ferghana:
"Và họ cũng đã chiếm được Sogdiana, nằm phía trên Bactriana về phía đông giữa sông Oxus, tạo nên ranh giới giữa người Bactria và Sogdiana, và sông Iaxartes. Sông Iaxartes cũng là ranh giới giữa người Sogdiana và những người du mục."— Strabo XI.11.2

Euthydemos đã bị tấn công bởi vua Antiochus III đại đế khoảng năm 210TCN,người mà ông ta đã cố gắng chống lại ở bên bờ sông Arius, ngày nay là Herirud. Mặc dù ông chỉ huy 10000 kị cung, Euthydemos đã thất bại trong trận chiến đầu tiên bên bờ sông Arius và phải rút lui. Ông sau đó đã thành công khi chống đỡ cuộc vây hãm thành phố Bactra trong 3 năm. Trước khi Antiochos quyết định phải công nhận nhà vua mới và chấp nhận gả một người con gái của mình cho con trai Demetrios của Euthydemos khoảng năm 206 TCN.
Sau khi quân đội Seleukos rút lui, vương quốc Bactria dường như đã mở rộng. Ở phía tây, khu vực đông bắc Iran có thể đã bị sáp nhập, có thể đã tiến xa tới tận Parthia, mà những vị vua của nó đã bị đánh bại bởi Antiochos Đại Đế. Những vùng lãnh thổ này có thể nằm dưới sự cai quản bởi phó vương Tapuria và Traxiane của Bactria.
Về phía bắc, Euthydemus cũng cai trị Sogdiana và Ferghana, và có những dấu hiệu từ Alexandria Eschate cho thấy người Hy Lạp-Bactria có thể tiến hành những cuộc viễn chinh xa tới tận Kashgar và Ürümqi tại vùng Turkestan Trung Quốc, dẫn đến những mối giao tiếp được biết đến đầu tiên giữa Trung Quốc và phương Tây khoảng năm 220 trước Công nguyên. Strabo, sử gia Hy Lạp viết rằng:
Họ mở rộng đế chế của họ thậm chí đến tận Seres (Trung Quốc) và Phryni"— Strabo, XI.XI.I 

Một số bức tượng nhỏ và tiêu biểu hình những người lính Hy Lạp, đã được tìm thấy ở phía bắc của Tiên Sơn, ở ngưỡng cửa tới Trung Quốc, và hiện nay được trưng bày tại bảo tàng Tân Cương Urumqi (Boardman)
Người Hy Lạp tại Bactria (Hy Lạp-Bactria) vẫn tiếp xúc gần gũi với người Hy Lạp trong đế chế Maurya. Khi đế chế Maurya bị lật đổ bởi triều đại Sunga khoảng năm 185 trước Công nguyên, một đội quân do vua Demetrius I của Bactria đã xâm lược Ấn Độ và chiếm giữ vùng đất của Thung lũng Kabul.

### Sự trỗi dậy của Sunga (185 TCN)
Tại Ấn Độ, triều Maurya bị lật đổ khoảng năm 185 TCN khi Pusyamitra Sunga, tổng chỉ huy quân đội của Đế quốc Maurya, một người theo đạo Brahmin, ám sát vị vua cuối cùng của nhà Maurya là Brhadrata. Pusyamitra Sunga sau đó lên ngôi và thành lập Đế chế Sunga, mở rộng sự kiểm soát của nó xa tới phía tây đến tận Punjab.
Nguồn sử liệu Phật giáo, chẳng hạn như Asokavadana, đề cập đến rằng Pusyamitra thù địch đối với Phật tử và bị cáo buộc ngược đãi đức tin Phật giáo. Một số lượng lớn các tu viện Phật giáo (viharas) đã bị ép buộc chuyển đổi sang thành ngôi đền đạo Hindu, ở những nơi như Nalanda, Bồ Đề Đạo Tràng, vườn Lộc Uyển hoặc Mathura.

## Lịch sử của vương quốc Ấn-Hy

### Demetrios

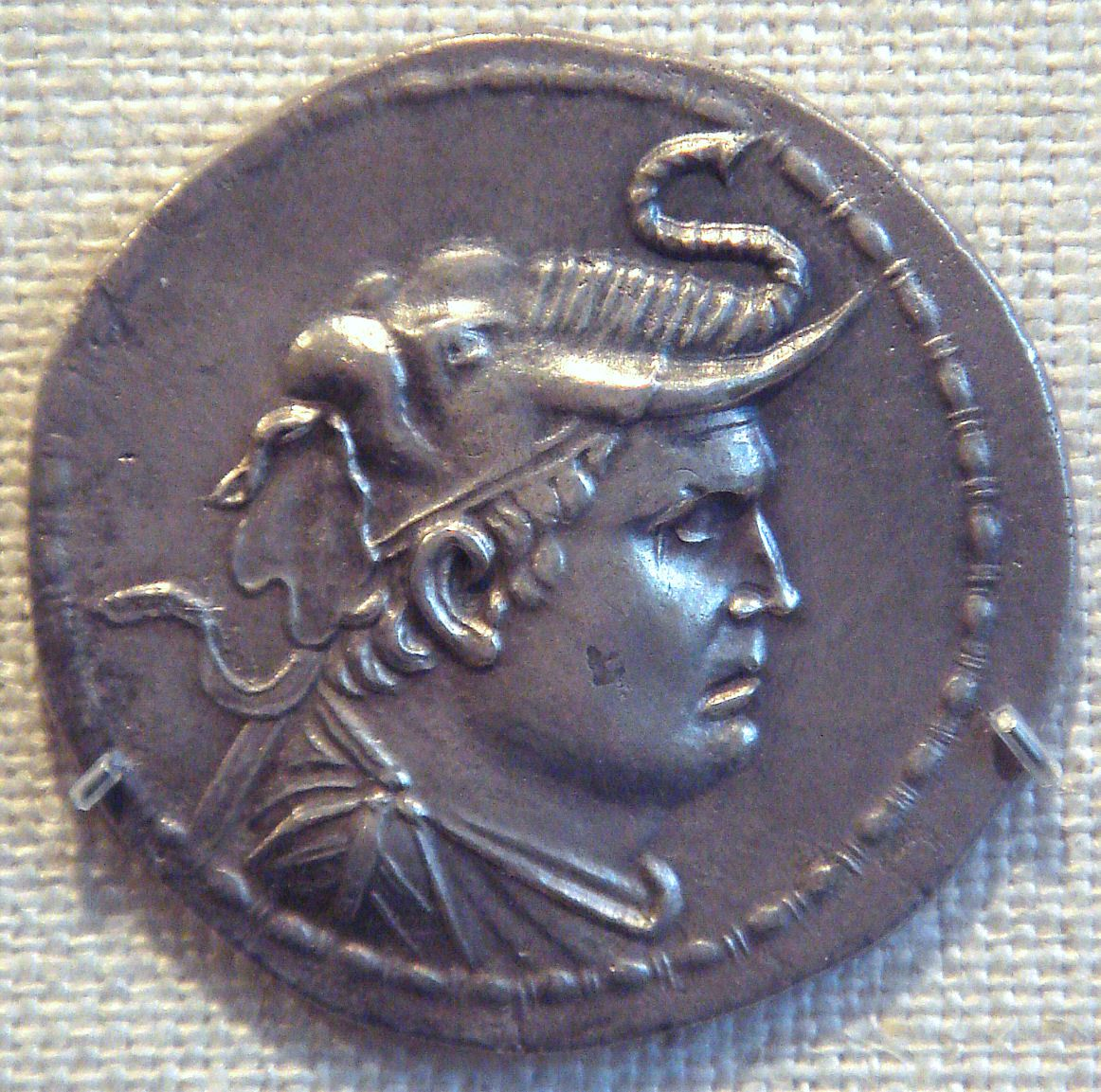
Người sáng lập vương quốc Ấn-Hy Lạp Demetrios I (khoảng 205– c.170 TCN)

Demetrius I là con trai của vua Euthydemus I của Bactria, có một dòng chữ từ triều đại của cha ông đã chính thức ca ngợi ông là người chiến thắng. Ông cũng là một trong những người có ngày tháng được xac thực trong lịch sử Ấn-Hy Lạp: sau khi cha của ông ngăn chặn được cuộc tiến công của Antiochus III trong hai năm, 208-6 TCN, các hiệp ước hòa bình bao gồm một cuộc hôn nhân giữa Demetrios và con gái của Antiochos. Tiền xu của Demetrios I đã được tìm thấy ở Arachosia và trong Thung lũng Kabul; sau này sẽ là tiền đề đầu tiên của người Hy Lạp vào Ấn Độ. Ngoài ra còn có bằng chứng cho một chiến dịch về phía đông chống lại người Seres và Phryni; nhưng thứ tự và thời gian của những cuộc chinh phục là không chắc chắn. Demetrius I dường như đã chinh phục thung lũng Kabul, Arachosia và có lẽ có Gandhara; ông không đúc đồng tiền Ấn Độ nào, do đó, hoặc là cuộc chinh phục của ông không xâm nhập sâu vào Ấn Độ hoặc ông qua đời trước khi có thể củng cố nơi đó. Trên đồng tiền của mình, Demetrius I luôn luôn mang mũ đội đầu voi của Alexander, mà có vẻ là một sự thông báo về cuộc chinh phục Ấn Độ của ông. Bopearachchi tin rằng Demetrius đã nhận được danh hiệu "Vua của Ấn Độ" sau chiến thắng của ông về phía nam của Hindu Kush. Ông cũng đã có, mặc dù có lẽ chỉ sau khi chết, danh hiệu ανικητος ("Anicetos", "Bất khả chiến bại"). một tiêu đề sùng bái của Heracles, mà Alexander đã bắt chước; sau này các vị vua Ấn-Hy Lạp như Lysias, Philoxenus, và Artemidorus cũng lấy danh hiệu này. Cuối cùng, Demetrius có thể đã được người sáng lập ra một kỷ nguyên Hy Lạp mới, bắt đầu vào khoảng 186 / 5 trước Công nguyên..

### Sau thời Demetrios I

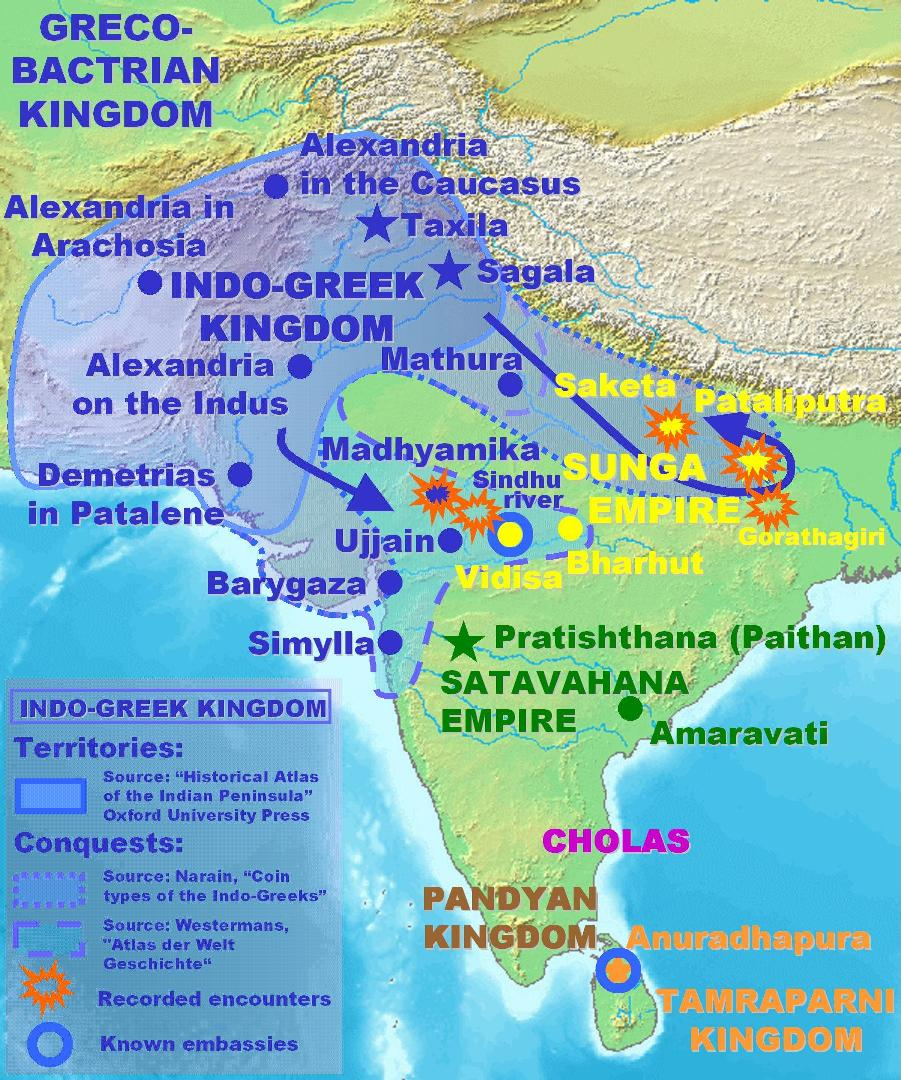
Vương quốc Ấn-Hy, cùng với các chiến dịch và trận đánh được biết đến.

Sau khi Demetrios qua đời, các vị vua Bactria như Pantaleon và Agathocles đã ban hành đồng xu song ngữ đầu tiên với hàng chữ khắc bằng tiếng Ấn Độ xa về phía đông tới tận Taxila. Như vậy trong thời gian cai trị của họ (khoảng 185-170 TCN), vương quốc Bactria dường như đã bao gồm Gandhara. Một số vị vua tiếp theo sau cái chết của vua Bactria, Demetrius, có vẻ như có khả năng rằng các cuộc nội chiến giữa họ có thể đã khiến cho Apollodotus I (từ kh. 180/175 TCN) tự mình độc lập như là vị vua đầu tiên của vương quốc Ấn-Hy (người đã không cai trị ở Bactria). Một số lượng lớn những đồng tiền xu của ông đã được tìm thấy ở Ấn Độ, và ông dường như đã trị vì ở Gandhara cũng như phía Tây Punjab. Apollodotus I đã được kế vị hoặc cai trị cùng với Antimachus II, có khả năng là con trai của vua Bactria là Antimachus I.
Vị vua Ấn-Hy quan trọng tiếp theo là Menander (từ kh. 165/155 TCN), tiền xu của ông thường được tìm thấy ngay cả ở miền đông Punjab. Menander dường như đã bắt đầu một làn sóng thứ hai của cuộc chinh phục, và kể từ lúc đó ông đã cai trị ở Ấn Độ, có vẻ như có khả năng rằng các cuộc chinh phục miền đông đã được thực hiện bởi ông ta.
Theo Apollodorus của Artemita, trích dẫn bởi Strabo, lãnh thổ vương quốc Ấn-Hy có thể trong một thời gian bao gồm các tỉnh ven biển Ấn Độ như Sindh và Gujarat. Với phương pháp khảo cổ học, lãnh thổ Ấn-Hy tuy nhiên chỉ được xác nhận từ thung lũng Kabul đến miền đông Punjab, do đó sự hiện diện của Hy Lạp bên ngoài có lẽ là ngắn ngủi hoặc ít đáng kể.
Một số nguồn cũng cho rằng vương quốc Ấn-Hy có thể đã vươn đến Pataliputra, đô thành của triều Sunga ở đông bắc Ấn Độ. Tuy nhiên, bản chất của các cuộc viễn chinh này là một vấn đề tranh cãi. Một thuyết cho rằng các vị vua Ấn-Hy đã được mời tham gia một cuộc tấn công dẫn đầu bởi các vị vua Ấn Độ địa phương xuống khu vực sông Hằng. Một giả thuyết khác là nó là một chiến dịch có thể được thực hiện bởi Menander.

### Cuộc chinh phục đầu tiên
Người Hy Lạp hiện diện tại Arachosia, nơi mà họ đã sống từ trước khi lãnh thổ này rơi vào tay của Chandragupta từ Seleukos được đề cập bởi Isidore của Charax. Ông đã mô tả các thành phố Hy Lạp ở đó, một trong số chúng được gọi là Demetrias, có thể là để vinh danh chiến thắng của Demetrius.

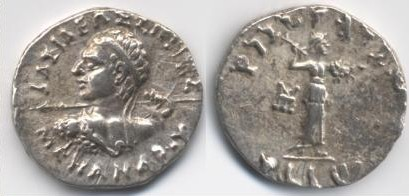
Menandros I là vị vua Ấn-Hy Lạp quan trọng nhất.

Apollodotus I (và Menandros I) đã được đề cập bởi Pompejus Trogus như là các vị vua Ấn-Hy Lạp quan trọng nhất. Một thuyết mới cho rằng người Hy Lạp tạm thời đã tiến xa đi xa tới tận thủ đô của triều Sunga là Pataliputra(Patna ngày nay) ở miền đông Ấn Độ. Senior cho rằng những cuộc chinh phục chỉ có thể được thực hiện bởi Menander. Chống lại điều này, John Mitchener cho rằng người Hy Lạp có thể đột kích thủ đô Pataliputra ở Ấn Độ trong thời gian của Demetrius, mặc dù phân tích của Mitchener không dựa trên bằng chứng về các nghiên cứu tiền xu.
Mức độ nghiêm trọng của vụ tấn công là một ẩn số: Menander có thể chỉ tham gia cùng với các vị vua Ấn Độ xuống khu vực sông Hằng, vì sự hiện diện của Ấn-Hy cho đến nay vẫn chưa được xác nhận ở phía đông.
Về phía nam, người Hy Lạp có thể đã chiếm đóng khu vực của Sindh và Gujarat, bao gồm cả các cảng chiến lược của Barygaza (Bharuch), cuộc chinh phục còn được chứng thực bởi những đồng tiền có niên đại từ Apollodotus I vua Ấn-Hy Lạp và bởi một số nhà văn cổ đại (Strabo 11; Periplus của biển Erythraean, Chương 4)
"Người Hy Lạp... đã chiếm hữu, không chỉ của Patalena, mà còn, trên phần còn lại của bờ biển, của những gì được gọi là vương quốc Saraostus và Sigerdis."—Strabo 11.11.1

Tuy nhiên Narain bác bỏ thông tin của Periplus và cho rằng "chỉ là" câu chuyện của một người thủy thủ. Những di chỉ chôn giấu tiền xu cho thấy rằng ở miền Trung Ấn Độ, vùng đất của Malwa cũng có thể đã bị chinh phục.
Các nguồn Ấn Độ khác nhau mô tả Yavana tấn công vào Mathura, Saketa,Panchala, và Pataliputra. Yavana được cho là một phiên âm của từ "Ionians" và được biết là nói đến người Hy Lạp thời Hy Lạp hóa (bắt đầu với các sắc lệnh của Ashoka, trên đó vua Ashoka viết về "vua Yavana Antiochus "), nhưng có thể có đôi khi được dùng chỉ người nước ngoài khác cũng sau thế kỷ 1.
Trước đó các học giả như Tarn đã gợi ý rằng các cuộc tấn công vào thành Pataliputra đã được thực hiện bởi Demetrius. Theo Mitchener,. ghi chép trên văn bia Hathigumpha cho thấy sự hiện diện của người Hy Lạp dẫn đầu bởi một "Demetrius" ở miền đông Ấn Độ (Magadha) trong suốt thế kỷ 1 trước Công nguyên, mặc dù diễn giải này trước đó đã bị tranh cãi bởi Narain. Nhưng trong khi dòng chữ này có thể được hiểu là Demetrius I là một vị vua mà đã thực hiện cuộc chinh phục ở Punjab, vẫn còn đúng khi mà ông không bao giờ phát hành bất kỳ đồng tiền Ấn Độ nào, và khôi phục lại tên của mình ở Kharosthi trên văn bia Hathigumpha: Di-Mi-Ta, đã bị nghi ngờ.
Do đó, Menander vẫn là ứng cử viên thích hợp nhất cho bất kỳ sự mở rộng nào ở đông Punjab.

### Sự củng cố

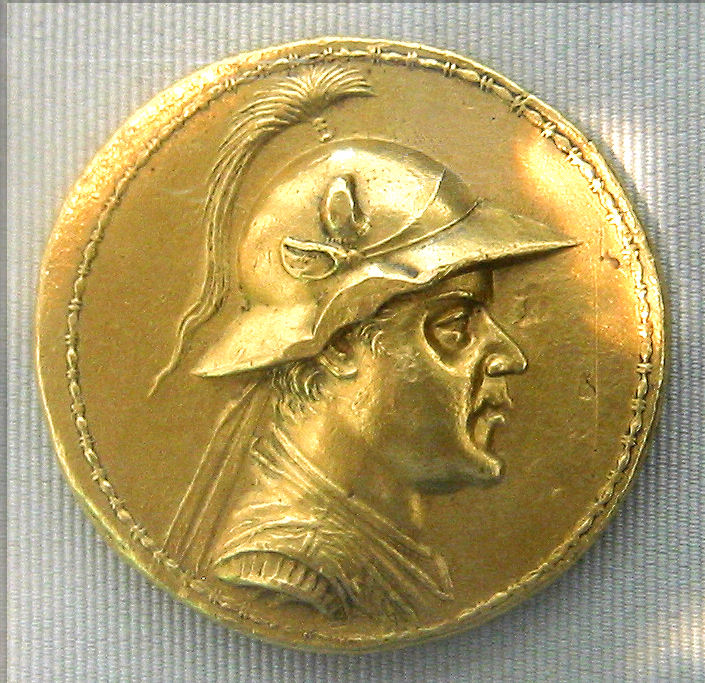
Eucratides I đã thiết lập nên triều đại Hy Lạp-Bactria, nhà Euthydemos, và tấn công vương quốc Ấn-Hy từ phía tây.

Điều quan trọng là vua Bactria Eucratides dường như đã tấn công vương quốc Ấn-Hy Lạp vào giữa thế kỷ thứ 2 trước công nguyên. Một Demetrios, được gọi là "Vua của người Ấn Độ", dường như đã phải đối mặt với Eucratides trong một cuộc vây hãm bốn tháng, được ghi lại bởi Justin, nhưng ông ta cuối cùng thất bại.
Trong mọi trường hợp, Eucratides dường như đã chiếm đóng lãnh thổ xa tới tận sông Indus, giữa khoảng 170 TCN và 150 TCN. Cuối cùng sự mở rộng của ông đã được tiếp tục bởi vị vua Ấn-Hy Lạp Menander I.
Menander có lẽ được cho là vị vua Ấn-Hy thành công nhất, và là người chinh phục được vùng lãnh thổ rộng lớn nhất. Những đồng tiền xu của ông được tìm thấy nhiều nhất và phổ biến rộng rãi nhất trong số tất cả các vị vua Ấn-Hy. Menander cũng được nhớ đến trong văn học Phật giáo, ông được gọi là Milinda và được mô tả trong Milinda Panha là một người cải sang đạo Phật: ông đã trở thành A La Hán. Ông cũng ban hành một loại tiền mới, với hình Athena Alkidemos ("Người bảo hộ của người dân") ở mặt trái, nó sẽ trở thành hình mẫu đã được chấp nhận bởi hầu hết những vị vua kế vị ông ở phía Đông.

### Sự sụp đổ của Bactria và cái chết của Menander
Từ giữa thế kỷ 2 trước Công nguyên, người Scythia và người Nguyệt Chi, sau một cuộc di cư dài từ biên giới của Trung Quốc, bắt đầu xâm chiếm Bactria từ phía bắc. Khoảng năm 130 TCN, Heliocles, vị vua cuối cùng của vương quốc Hy Lạp-Bactria có thể đã tử trận trong cuộc xâm lược của dân du mục cùng với đó vương quốc Hy Lạp-Bactria đã diệt vong. Người Parthia cũng có thể đóng một vai trò trong sự sụp đổ của vương quốc Bactria.

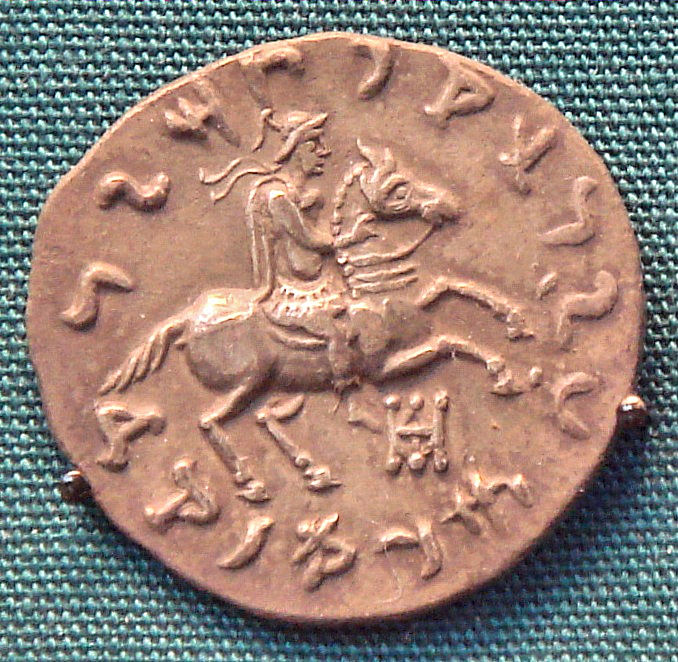
Tiền xu của Philoxenus (khoảng năm 100 TCN).

Các tiểu quốc Ấn-Hy Lạp, được che chắn bởi dãy Hindu Kush, đã được cứu thoát khỏi các cuộc xâm lược, nhưng các cuộc nội chiến mà đã làm suy yếu những người Hy Lạp vẫn tiếp tục diễn ra. Menander I qua đời vào thời điểm này, và mặc dù ông dường như là một vị vua được lòng dân nhờ vào những việc làm của mình, triều đại của ông đã bị hạ bệ. Có thể các thành viên của triều đại Menander bao gồm nữ hoàng Agathokleia cầm quyền, con trai của bà Strato I, và Nicias, mặc dù nó là không chắc chắn liệu họ có cai trị trực tiếp sau khi Menander mất hay là các vị vua khác xuất hiện. Những vị vua khác nổi lên sau này, thường đến từ nửa phía tây của Ấn-Hy Lạp, chẳng hạn như Zoilos I, Lysias, Antialcidas và Philoxenos Những vị vua này có thể là có liên quan đến triều đại Eucratides hoặc triều đại Euthydemos.
Trong khi tất cả các vị vua Ấn-Hy Lạp sau thời Apollodotus I chủ yếu phát hành tiền kim loại song ngữ (tiếng Hy Lạp và Kharoshti) lưu hành tại lãnh thổ của mình, nhiều người trong số họ cũng đúc những đồng xu Hy Lạp hiếm đã được tìm thấy ở Bactria. Các vị vua sau này có thể đúc những đồng tiền như một số loại hình trả công cho các bộ lạc Scythia hay người Nguyệt Chi hiện đang cai trị ở đó, mặc dù những hình thức như cống hoặc thanh toán cho lính đánh thuê vẫn chưa được biết. Một số thập kỷ sau khi cuộc xâm chiếm Bactria, mối quan hệ hòa bình dường như đa được thiết lập giữa người Ấn-Hy và những bộ tộc du mục đã Hy Lạp hóa tương đối.
Tuy nhiên, không có ghi chép lịch sử nào về các sự kiện diễn ra tại vương quốc Ấn-Hy sau cái chết của Menander vào khoảng năm 130 trước Công nguyên, kể từ lúc đó vương quốc Ấn-Hy đã trở nên rất cô lập với phần còn lại của thế giới Hy-La. Lịch sử sau này của các quốc gia Ấn-Hy, kéo dài đến khoảng những năm công nguyên, được xây dựng lại gần như hoàn toàn từ các phân tích khảo cổ học và di chỉ tiền xu.

### Lịch sử thời kỳ cuối
Trong suốt thế kỷ 1 trước công nguyên, vương quốc Ấn-Hy dần dần bị mất đất vào tay người Ấn Độ ở phía đông, và những người Scythia, người Nguyệt Chi, và người Parthia ở phương Tây. Khoảng 20 vị vua Ấn-Hy được biết đến trong thời gian này, vị vua Ấn Độ-Hy Lạp cuối cùng được biết đến, tên là Strato II, trị vì trong khu vực Punjab cho đến khoảng năm 55 TCN. Tuy nhiên, các nguồn khác, cho rằng thời điểm cuối triều đại của Strato II là cuối năm 10 SCN.

#### Để mất các tỉnh phía đông (khoảng 100 TCN)

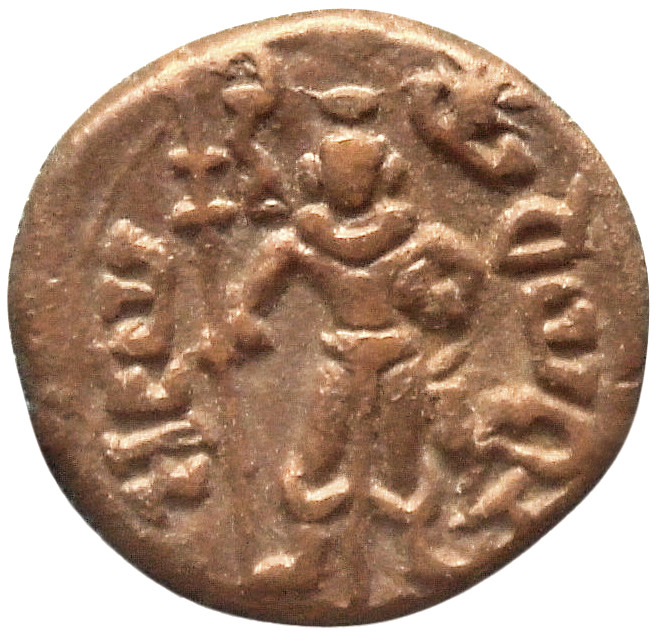
Tiền của Yaudheya.

Vương quốc Ấn-Hy có thể đã cai trị xa tới tận các khu vực của Mathura cho đến thế kỷ 1 trước công nguyên. Tuy nhiên các vị vua Ấn Độ đã thu hồi phần đất của Mathura và phía đông nam Punjab, phía tây của sông Yamuna, và bắt đầu phát hành các đồng xu bạc hà của mình. Người Arjunayanas (vùng đất Mathura) và Yaudheyas đã đề cập đến những chiến thắng quân sự trên đồng tiền của họ ("Chiến thắng của Arjunayanas", "Chiến thắng của Yaudheyas"). Trong thế kỷ 1 trước Công nguyên, người Trigartas, người Audumbaras và cuối cùng là người Kunindas cũng bắt đầu đúc tiền riêng của họ, thường là trong một phong cách gợi lại kiểu đúc tiền Ấn-Hy.
Vị vua phía Tây Philoxenos có thể đã chiếm toàn bộ lãnh thổ còn lại của Hy Lạp từ Paropamisadae tới phương Tây Punjab giữa những năm 100-95 trước Công nguyên, sau đó các vùng lãnh thổ lại bị tan rã một lần nữa. Các vị vua phía Tây giành lại lãnh thổ của họ xa về phía tây tới tận Arachosia, và các vị vua miền Đông vẫn tiếp tục cai trị trên vùng lãnh thổ của họ.

#### Sự xâm lược của người Scythia (80 TCN-20 CN)

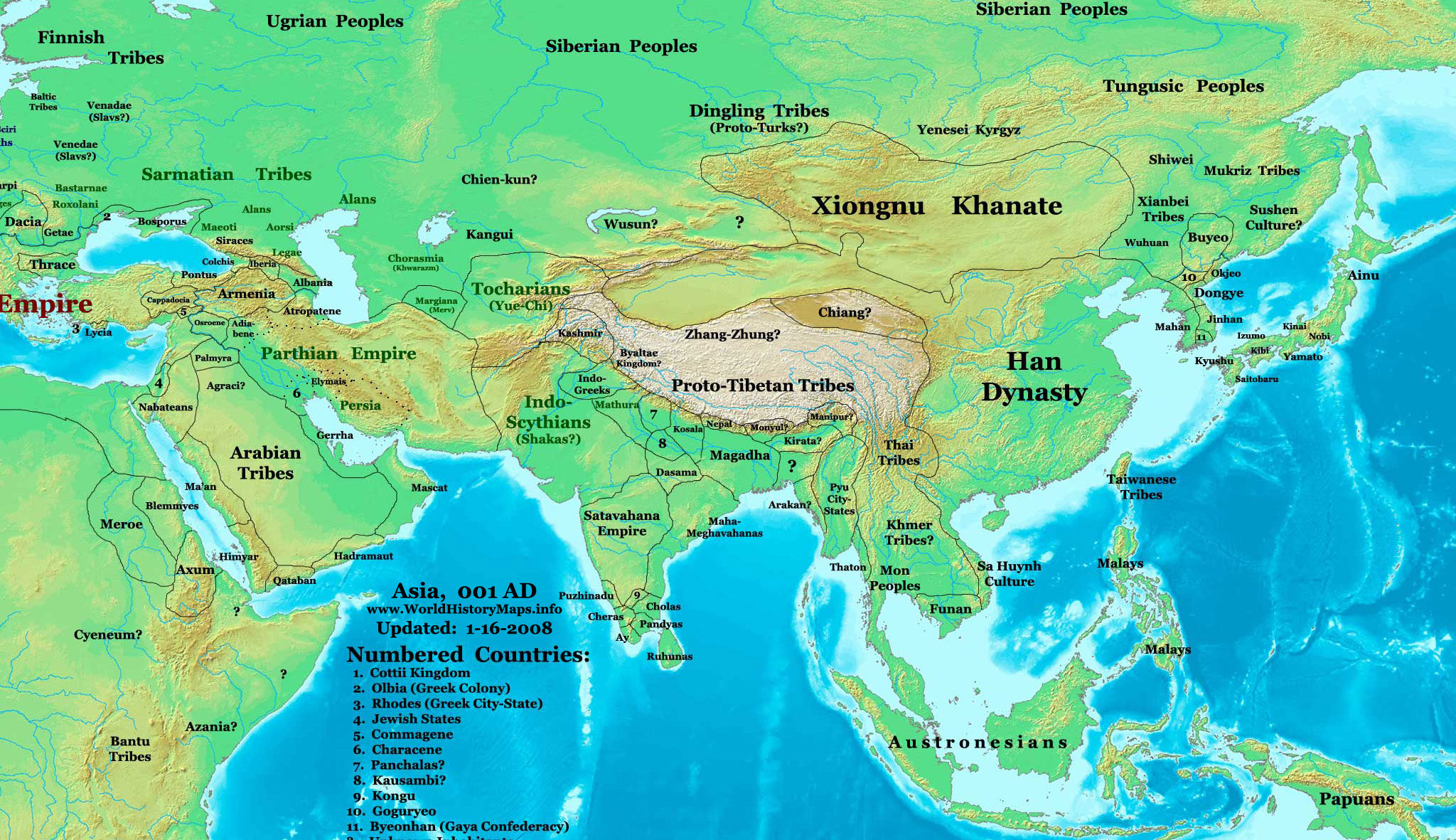
Châu Á năm 1 CN, cho thấy vương quốc cuối cùng của người Ấn-Hy Lạp.

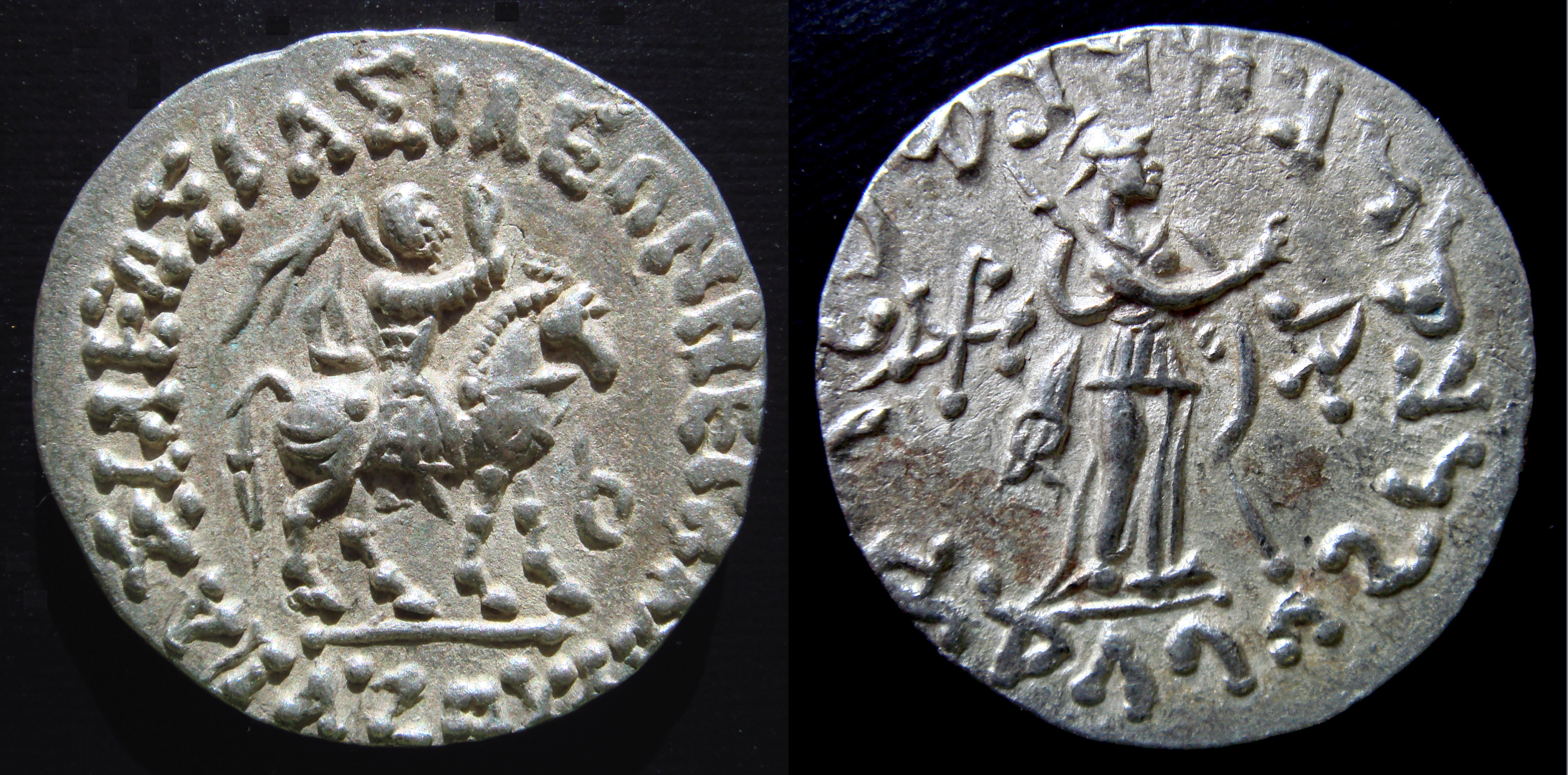
Đồng bạc của vua Ấn-Scythia Azes II (r.c. 35-12 TCN).

Khoảng năm 80 trước Công nguyên, một vị vua Ấn-Scythia có tên là Maues, có thể là một vị tướng phục vụ cho người Ấn-Hy Lạp, đã cai trị cho một vài năm ở Tây Bắc Ấn Độ trước khi người Ấn-Hy một lần nữa nắm lại quyền kiểm soát. Ông dường như đã kết hôn với một công chúa Ấn-Hy. Vua Hippostratos (65-55 trước Công nguyên) dường như đã là một trong những vị vua Ấn-Hy thành công nhất cho đến khi ông thất bại trước Azes I, vua Ấn-Scythia, người đã thành lập một triều đại Ấn-Scythia.
Mặc dù người Ấn-Scythia rõ ràng cai trị mang nhiều tính quân sự và chính trị, đáng ngạc nhiên là họ vẫn tôn trọng nền văn hóa Hy Lạp và Ấn Độ. Đồng tiền của họ đã được đúc ở những xưởng đúc tiền Hy Lạp, tiếp tục sử dụng truyền thuyết Hy Lạp và Kharoshthi thích hợp, và kết hợp miêu tả các vị thần Hy Lạp, đặc biệt là Zeus . Đầu Cột sư tử Mathura là minh chứng rằng họ đã chuyển sang đức tin Phật giáo, cũng như miêu tả sự hình thành ấn của các vị thần trên đồng tiền của họ. Cộng đồng Hy Lạp, có thể đã bị tiêu diệt, có thể tiếp tục tồn tại dưới sự cai trị của người Ấn-Scythia. Có một khả năng rằng có một sự hợp nhất, chứ không phải là một cuộc đối đầu xảy ra giữa người Hy Lạp và Ấn-Scythia: trong một đồng xu tìm thấy, Artemidoros tự giới thiệu mình là "con trai của Maues"
Người Ấn-Hy tiếp tục cai trị một vùng lãnh thổ ở phía đông Punjab, cho đến khi vương quốc của vị vua Ấn-Hy cuối cùng là Strato bị chiếm bởi vua Ấn-Scythia, Rajuvula, khoảng năm 10 SCN.

#### Cuộc xâm lược của người Nguyệt Chi phía Tây hay Saka (70 TCN-)
Có khoảng tám vị vua Ấn-Hy phía tây được biết đến, hầu hết trong số họ được phân biệt bởi những đồng xu Attic của họ được lưu hành ở nước láng giềng.
Một trong những vị vua quan trọng cuối cùng ở Paropamisadae là Hermaeus, ông cai trị cho đến khoảng năm 80 trước Công nguyên, ngay sau khi ông mất người Nguyệt Chi hay người Saka tiếp quản khu vực của ông từ nước láng giềng Bactria. Sau cái chết của Hermaeus, những người du mục Saka hoặc Nguyệt Chi đã trở thành vị vua mới của Paropamisadae.

## Hệ tư tưởng

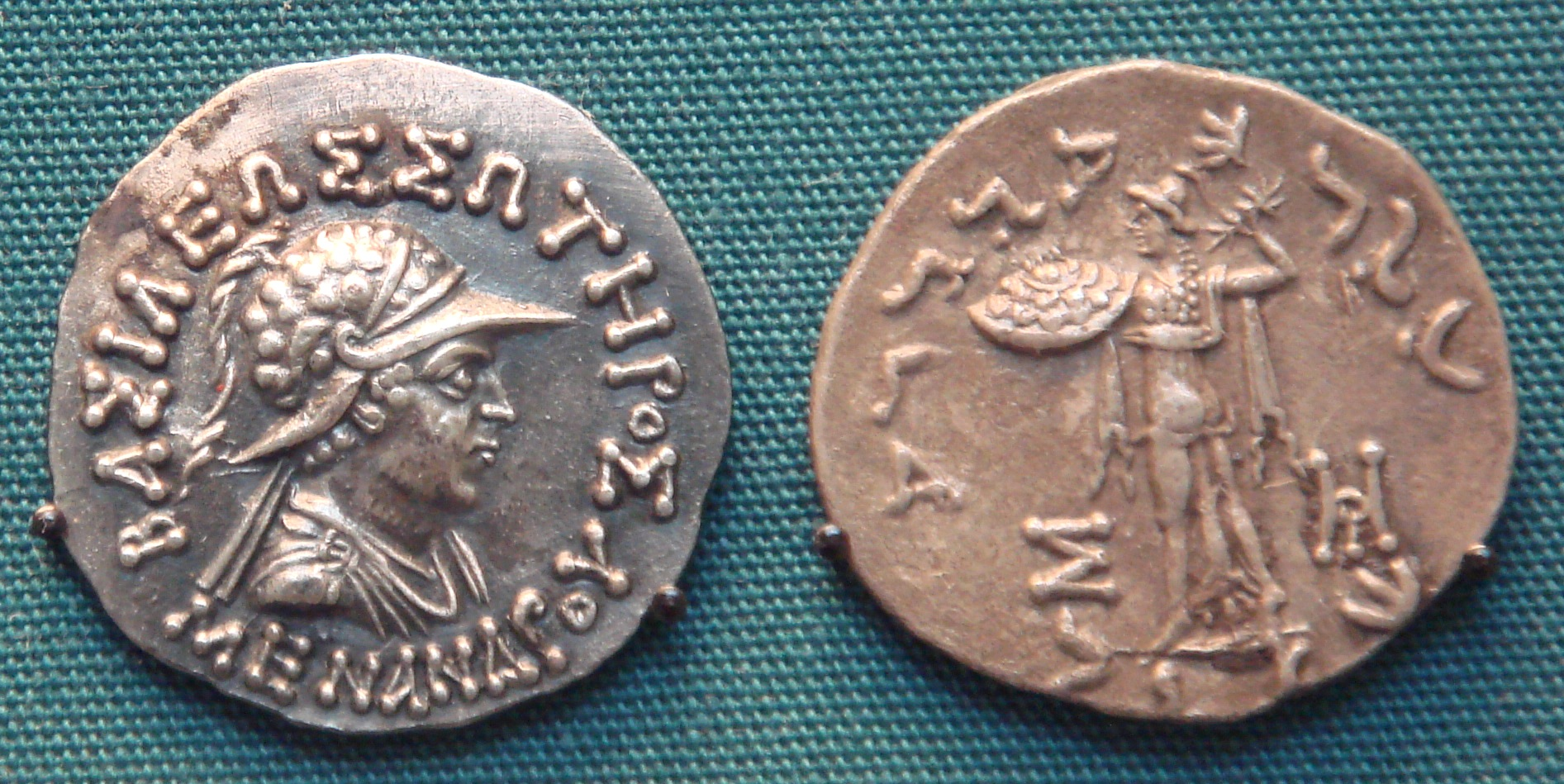
Đồng đram song ngữ của Menandros I. Dòng chữ Hy Lạp phía bên phải "BASILEOS SOTĒROS MENANDROY" và dòng chữ Kharosthi bên trái "MAHARAJA TRATASA MENADRASA": "của Menandros, Vua cứu độ". Phía bên trái là hình thần Athena cùng với sấm sét và khiên

Phật giáo phát triển dưới thời các vị vua Ấn-Hy Lạp, và sự cai trị của họ, đặc biệt là Menander, đã được ghi nhớ là nhân từ. Nó đã được đề xuất, mặc dù thiếu bằng chứng trực tiếp, đó là cuộc xâm lược của họ ở Ấn Độ được dự định để hỗ trợ cho đế chế Maurya mà có thể đã có một lịch sử liên minh hôn nhân lâu dài, trao đổi quà, những sự hợp tác hữu nghị, trao đổi đại sứ  và nhiệm vụ tôn giáo  với những người Hy Lạp. Các nhà sử học như Diodorus thậm chí đã viết rằng vua của thành Pataliputra đã " có tình yêu tuyệt vời cho những người Hy Lạp".
Cuộc chinh phạt của người Hy Lạp vào lãnh thổ Ấn Độ có thể đã được dùng để bảo vệ dân Hy Lạp ở Ấn Độ, và để bảo vệ đức tin Phật giáo từ các cuộc đàn áp tôn giáo của triều đại Sungas Thành phố Sirkap thành lập bởi Demetrius kết hợp ảnh hưởng Hy Lạp và Ấn Độ mà không có dấu hiệu của sự phân biệt giữa hai nền văn hóa.
Những đồng tiền Hy Lạp đầu tiên được đúc ở Ấn Độ, mà của Menander I và Apollodotos I đề cập đến "Đấng Cứu Độ" (ΒΑΣΙΛΕΩΣ ΣΩΤΗΡΟΣ), một tiêu đề có giá trị cao trong thế giới Hy Lạp mà chỉ một chiến thắng quan trọng. Ví dụ, đã được dùng bởi Ptolemaios I Soter (vị cứu tinh) vì ông đã giúp bảo vệ Rhode khỏi Demetrios kẻ vây hãm, và Antiochus I bởi vì ông đã cứu Tiểu Á khỏi người Gaul. Tiêu đề cũng đã được ghi trong tiếng Pali là ("Tratarasa") ở mặt sau của đồng tiền của họ. Menander và Apollodotos thực sự có thể được coi như vị cứu tinh cho dân Hy Lạp định cư ở Ấn Độ, và cho một số người Ấn Độ.
Ngoài ra, hầu hết các đồng tiền của các vị vua Hy Lạp ở Ấn Độ đã dùng song ngữ, được viết bằng tiếng Hy Lạp ở mặt trước và tiếng Pali ở mặt sau. Một nhượng bộ to lớn cho một nền văn hóa khác chưa bao giờ được thực hiện trong thế giới Hy Lạp Ngẫu nhiên, những đồng tiền song ngữ Ấn-Hy Lạp là chìa khóa giải mã những văn bản Kharoshthi của James Prinsep (1799-1840). Tiếng Kharoshthi biến mất vào khoảng thế kỷ thứ 3SCN.
Trong văn học Ấn Độ, người Ấn-Hy Lạp được mô tả là Yavanas (trong tiếng Phạn), hoặc Yonas (trong tiếng Pali)  được cho là chuyển ngữ của từ "Ionians".

## Tôn giáo

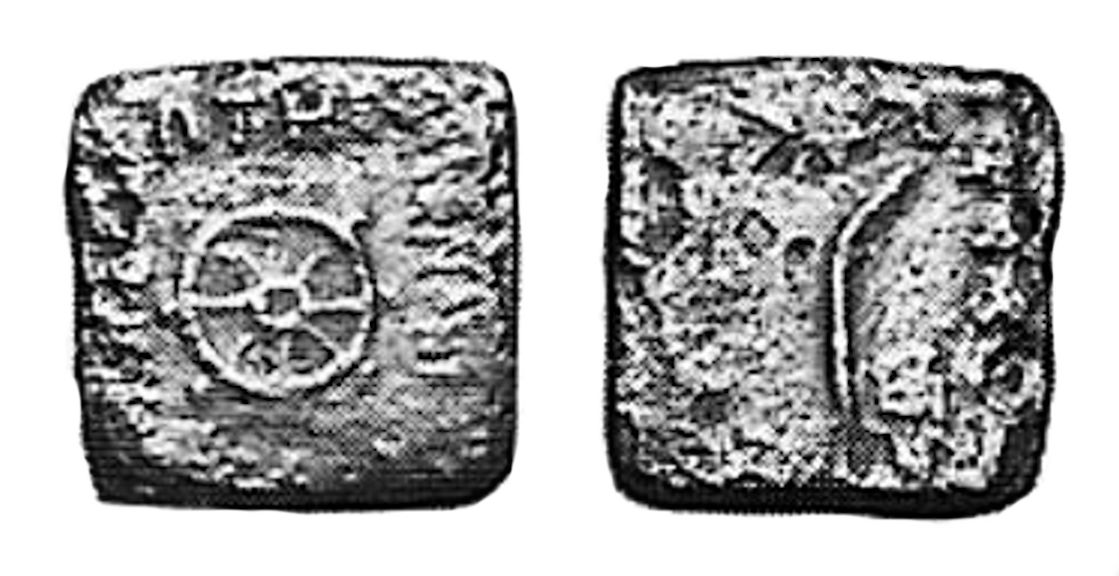
Đồng tiền kiểu chuẩn Ấn Độ của Menandros I với hình pháp luân và lá có chiến thắng ở phía ngược lại (British Museum).

Ngoài việc thờ phụng các vị thần Hy Lạp cổ đại mà được tìm thấy trên đồng tiền của họ (Zeus, Herakles, Athena, Apollo...), người Ấn-Hy Lạp đã thờ cúng các tôn giáo địa phương, đặc biệt với Phật giáo, mà còn với Ấn Độ giáo và Hỏa giáo .
Sau khi quân đội Hy Lạp-Bactria chiếm đóng các vùng của miền Bắc Ấn Độ từ khoảng năm 180 trước Công nguyên, nhiều trường hợp tương tác giữa người Hy Lạp và Phật giáo được ghi lại. Menander I, là "Đấng Cứu Thế", dường như đã cải sang đạo Phật, và được mô tả như là một ân nhân lớn của tôn giáo, ngang tầm với Ashoka hoặc hoàng đế tương lai của vương triều Quý Sương là Kanishka. Các bánh xe, mà xuất hiện trên một số đồng tiền xu của ông có lẽ là Phật giáo, và ông đã nổi tiếng với cuộc đối thoại của ông với nhà sư Phật giáo Nagasena, truyền lại cho chúng ta trong Di Lan Đà Vấn Đạo, trong đó giải thích rằng ông đã trở thành A La Hán Phật giáo:
" Và sau đó, thỏa thích trong sự khôn ngoan của Trưởng Lão, ngài (Menandros) giao lại vương quốc cho con trai mình, đức vua Mi-lan-đà lặng lẽ rời bỏ hoàng cung, tìm đường xuất gia, sau đó sống đời không nhà cửa của một sa môn chân chính. Nhờ sự tinh cần, kiên trì tiến tu chỉ tịnh, quán minh; không bao lâu sau, ngài đắc giải thoát bảo cái trắng làm cho tỏ ngộ Niết-bàn, thành bậc A-la-hán vô sanh."— Di Lan Đà Vấn đạo, Translation by T. W. Rhys Davids.

Một văn bản Ấn Độ khác, Stupavadana của Ksemendra, đề cập đến hình thức của một lời tiên tri rằng Menandros sẽ xây dựng một bảo tháp ở Pataliputra.

## Nghệ thuật
Nhìn chung, nghệ thuật của người Ấn-Hy Lạp còn quá ít bằng chứng còn tồn tại, và số ít tác phẩm nghệ thuật (ngoài những đồng tiền của họ và một vài bảng đá) trực tiếp được quy cho họ. Tuy nhiên, tiền đúc của người Ấn-Hy Lạp thường được coi như một trong những tác phẩm nghệ thuật tuyệt vời nhất của thời cổ đại Các di sản Hy Lạp cổ đại (Ai-Khanoum) và trình độ nghệ thuật của thế giới Ấn-Hy Lạp sẽ cho thấy một truyền thống nghệ thuật điêu khắc phong phú, nhưng những tác phẩm điêu khắc truyền thống rất ít còn lại vốn được quy cho họ. Ngược lại, hầu hết các tác phẩm nghệ thuật Hy Lạp ở Gandharan thường được quy là do những người kế tục trực tiếp của người Ấn-Hy Lạp tại Ấn Độ trong thế kỷ 1, chẳng hạn như dân du mục Ấn-Scythia, người Ấn-Parthia và, trong một nhà nước đã suy tàn, người Quý Sương  Nhìn chung, nghệ thuật điêu khắc Gandhara không thể xác định được niên đại chính xác, để có thể giải thích.
Khả năng có mối liên hệ trực tiếp giữa người Ấn-Hy Lạp và nghệ thuật Hy Lạp-Phật giáo đã được tái khẳng định gần đây vì niên đại thời kì cai trị của các vị vua Ấn-Hy Lạp đã được mở rộng đến những thập kỷ đầu của thế kỷ 1, với triều đại của Strato II ở Punjab Ngoài ra, Foucher, Tarn, và gần đây hơn, Boardman, Bussagli và McEvilley đã xem một số công trình hoàn toàn mang tính Hy Lạp nhất ở Tây Bắc Ấn Độ và Afghanistan, thực sự có thể được quy sai là vào thế kỷ sau đó, và thay vào đó thuộc về một khoảng thời gian một hoặc hai thế kỷ trước, đến thời kì của người Ấn-Hy Lạp vào thế kỉ 2 tới thế kỷ thứ 1 trước Công nguyên:
Đây là một trường hợp đặc biệt khi mà một số công trình hoàn toàn mang tính Hy Lạp ở Hadda, Afghanistan, một khu vực "thực sự có thể là cái nôi của nghệ thuật điêu khắc Phật giáo phôi thai trong phong cách Ấn-Hy Lạp" Liên quan đến một trong số những bộ tam Đức Phật ở Hadda, trong đó ở mặt bên của Đức Phật là cách miêu tả rất cổ điển của Herakles / Kim Cương Thủ và Tyche / Hariti.
Nghệ thuật Hy Lạp-Phật giáo ở Gandhara, đã vượt ra ngoài sự có mặt khắp nơi của phong cách Hy Lạp và các yếu tố phong cách mà có thể chỉ đơn giản được coi là một truyền thống nghệ thuật lâu dài

## Kinh tế
Rất ít thông tin về nền kinh tế của người Ấn-Hy Lạp, mặc dù nó dường như đã phát triển khá mạnh mẽ Những đồng tiền khá phong phú của họ có xu hướng cho thấy các hoạt động khai thác mỏ lớn, đặc biệt là ở khu vực miền núi của Hindu-Kush, và một nền kinh tế tiền tệ quan trọng. Các đồng tiền Ấn-Hy Lạp đã được đúc với song ngữ trong cả hai tiêu chuẩn "tròn" của Hy Lạp và trong tiêu chuẩn "vuông" của Ấn Độ, cho thấy rằng sự luân chuyển tiền tệ đã mở rộng cho tất cả các bộ phận của xã hội. Tiêu chuẩn tiền tệ Ấn-Hy Lạp cũng đã được các vương quốc lân cận chấp nhận, chẳng hạn như người Kuninda về phía đông và người Satavahanas về phía nam, cũng sẽ cho thấy rằng đồng tiền Ấn-Hy Lạp đã được sử dụng rộng rãi cho thương mại qua biên giới.

### Nộp cống

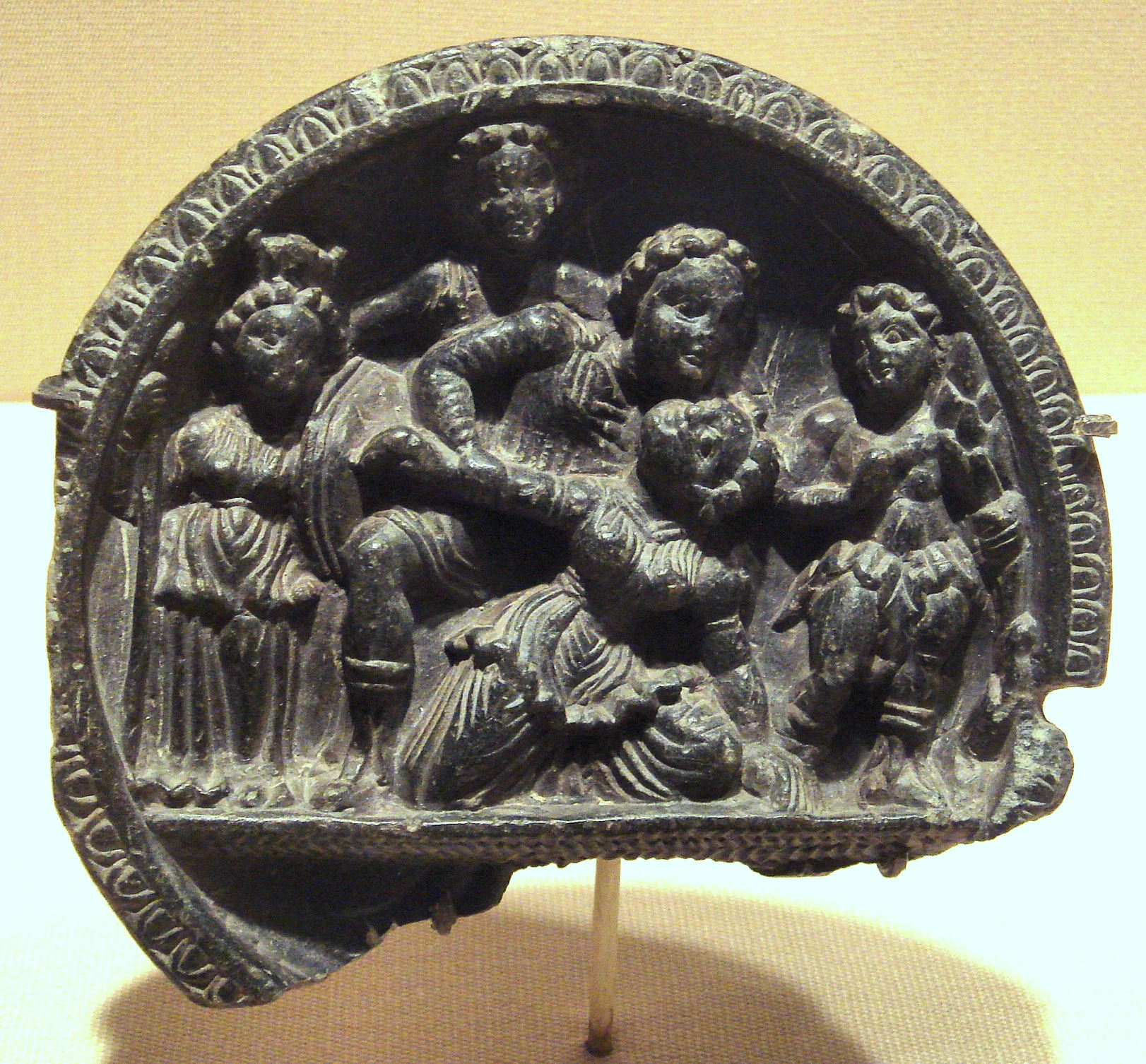
Bảng đá miêu tả một khung cảnh thần thoại, thế kỷ thứ 2-1 TCN.

Cũng có vẻ như rằng một số các đồng tiền được ban hành bởi các vị vua Ấn-Hy Lạp, đặc biệt là những đồng theo tiêu chuẩn đơn ngữ Attic, có thể được sử dụng như một dạng nộp cống cho các bộ lạc Nguyệt Chi ở phía bắc của Hindu-Kush. Giả thuyết này được nêu ra bởi vì các đồng tiền như vậy đã được tìm thấy kho báu Qunduz ở miền bắc Afghanistan.

### Giao thương với Trung Quốc

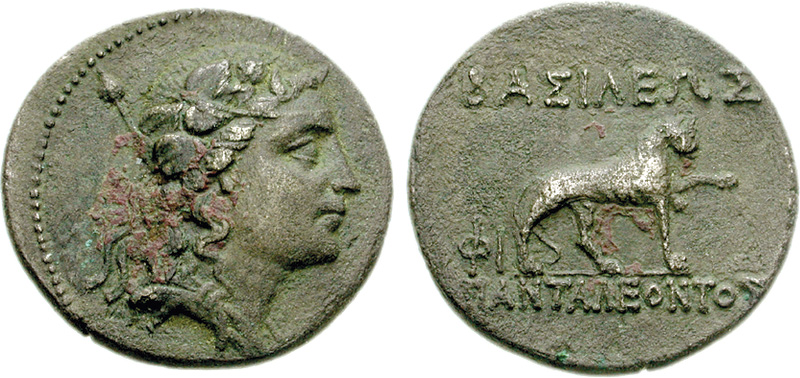
Tiền hợp kim đồng-nickel của vua Pantaleontos cho thấy xuất xứ từ Trung Quốc của kim loại này,

Các vị vua Hy Lạp ở Nam Á đã được biết đến là những người đầu tiên ban hành những đồng tiền hợp kim đồng-nickel, vào triều đại Euthydemos II, có niên đại từ năm 180 đến 170 trước Công nguyên, và những người em trai của ông, Pantaleon và Agathocles khoảng năm 170 trước Công nguyên. Vì chỉ có người Trung Quốc có thể sản xuất đồng-nickel tại thời điểm đó, và cũng như tỷ lệ hợp kim độc quyền tương tự, đã có giả thuyết rằng loại kim loại này là kết quả của trao đổi giữa Trung Quốc và Bactria .
Một bằng chứng gián tiếp là từ các nhà thám hiểm Trung Quốc Trương Khiên, người đã đến thăm Bactria khoảng năm 128 trước Công nguyên, cho thấy thương mại phát triển với miền Nam Trung Quốc mà thông qua phía bắc Ấn Độ. Trương Khiên giải thích rằng ông đã tìm thấy sản phẩm Trung Quốc tại các chợ của người Bactria, và rằng họ đang vận chuyển thông qua Tây Bắc Ấn Độ, mà ông tình cờ mô tả là một nền văn minh tương tự như của Bactria:
"Khi ở Đại Hạ (Bactria), thần thấy gậy trúc đất Cung (vùng Tây nam Tứ Xuyên ngày nay), vải bố đất Thục (vùng Tứ Xuyên ngày nay). Khi thần hỏi người dân làm thế nào họ có được, họ trả lời, "Thương nhân chúng tôi mua chúng từ các chợ ở Thân Độc (Sindhu, tức Ấn Độ ngày nay)"".

### Thương mại trên biển Ấn Độ Dương
Quan hệ hàng hải trên Ấn Độ Dương bắt đầu vào thế kỷ thứ 3 trước Công nguyên, và tiếp tục phát triển vào thời điểm của người Ấn-Hy Lạp cùng với sự mở rộng lãnh thổ của họ dọc theo bờ biển phía tây của Ấn Độ. Các tiếp xúc đầu tiên bắt đầu khi nhà Ptolemaios xây dựng các cảng Biển Đỏ ở
Myos Hormos và Berenike, với điểm đến là đồng bằng châu thổ sông Ấn, bán đảo Kathiawar hay Muziris. Khoảng năm 130 trước Công nguyên, Eudoxos của Cyzicus (Strabo, Geog. II.3.4)  đã được ghi lại là đã thực hiện một chuyến đi thành công tới Ấn Độ và trở về cùng với hàng hóa gồm nước hoa và đá quý. Vào thời điểm sự cai trị của người Ấn-Hy Lạp kết thúc, có tới 120 chuyến tàu khởi hành mỗi năm từ Hormos Myos tới Ấn Độ (Strabo Geog II.5.12).

## Lực lượng quân đội
Các đồng tiền của người Ấn-Hy Lạp cung cấp những manh mối phong phú về trang phục và vũ khí của họ. Kiểu trang phục Hy Lạp cổ đại tiêu biểu đã được mô tả, với mũ giáp có thể kiểu tròn theo phong cách Hy Lạp-Bactria, hoặc kiểu kausia bẹt của Macedonia (tiền xu của Apollodotos I).

### Kĩ thuật quân sự
Vũ khí của họ bao gồm giáo, kiếm, nỏ (trên đồng tiền của Agathokleia) và mũi tên. Điều thú vị là, vào năm 130 TCN loại cung uốn Trung Á của thảo nguyên với hộp gorytos của nó bắt đầu xuất hiện lần đầu tiên trên đồng tiền của Zoilos I, cho thấy sự tương tác mạnh (và dường như là một liên minh) với các dân tộc du mục, hoặc là người Nguyệt Chi hoặc Scythia. Loại cung uốn trở thành một tính năng tiêu chuẩn của các kỵ binh Ấn-Hy Lạp cho đến năm 90 trước Công nguyên, như được thấy trên một số các đồng tiền của Hermaeos.

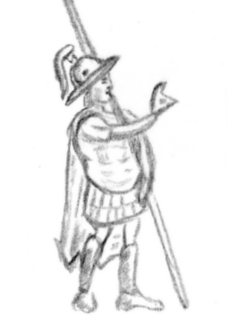
Binh lĩnh Ấn-Hy Lạp (trên một đồng xu của Menandros II), khoảng 90 TCN, với một áo giáp, phiến giáp cho đùi, và bảo vệ chân, làm một cử chỉ phước lành.

Nhìn chung, các vị vua Ấn-Hy Lạp thường được miêu tả là đang cưỡi ngựa, vào đầu triều đại của Antimachos II khoảng 160 trước Công nguyên. Truyền thống cưỡi ngựa này có thể quay trở lại từ thời Hy Lạp-Bactria, những người được Polybius cho là đã phải đối mặt với một cuộc xâm lược của nhà Seleukos vào năm 210 TCN với 10.000 kỵ binh  Mặc dù những con voi chiến không bao giờ được thể hiện trên đồng tiền, một bộ yên cương ngựa (phalera) có niên đại thế kỷ 3 tới thế kỉ 2 trước Công nguyên, ngày nay tại Bảo tàng Hermitage, mô tả một chiến binh đội mũ sắt Hy Lạp trên một con voi chiến Ấn Độ.
Trong Bộ kinh "Di Lan Đà Vấn đạo" có đoạn trích lời tâu của Tỳ kheo Na Tiên, nói lên cấu trúc quân sự của Vương quốc Ấn - Hy Lạp đời vua Menandros I:
| “                                                 | Ví như đại vương dẫn bốn loại quân binh: bộ binh, tượng binh, mã binh, xa binh ra trận. Bốn loại binh ấy có tên gọi khác nhau, hình tướng, chức năng, công dụng khác nhau nhưng đều thành tựu chung một lợi ích, một mục đích: ấy là đem về vinh quang và chiến thắng cho đại vương! | ” |
| — Tỳ kheo Na Tiên, trích trong "Di Lan Đà vấn đạo | |   |

Ngoài ra, bộ kinh còn tái hiện cuộc đàm luận giữa nhà vua và Na Tiên, nêu ra đường lối quân sự đúng đắn của ông:
(Na Tiên): "Trước đây, đại vương từng là một đại tướng lãnh bách chiến bách thắng, ngài đã từng chỉ huy bốn loại quân binh một cách thiện xảo, thiên tài, ngài đã từng chiến thắng những "trận địa chiến" rất lớn. Bần tăng xin được hỏi là đại vương thường thiết lập, bố trí "trận địa chiến" ấy ra sao?"
(Menandros I): "Không dấu gì đại đức, chuyện ấy đối với trẫm thì dễ dàng như mặc áo, ăn cơm vậy. Đầu tiên trẫm quan sát các thế núi, sông, rừng, sa mạc, đồng ruộng, thôn làng. Rồi dự định chỗ tấn, chỗ thoái, chỗ lập đồn lũy, chỗ hư binh, chỗ phục binh v.v.. sau đó, lập sa bàn, tập trận giả, rồi tập trận thật trên địa thế núi sông tương tự...; rồi còn chiến thuật, tâm lý... và nhiều lãnh vực chuyên môn khác nữa.
(Na Tiên): "Chừng đó là bần tăng hiểu rồi, tâu đại vương! Muốn chiến thắng, bách chiến bách thắng, đại vương phải thiết lập vững vàng trận địa, nơi thế đất này, thế núi kia... tất cả đều được chuẩn bị, dự phòng sẵn. Dường thế ấy, từ Giới lập trận thế, từ Giới lập chiến thuật, chiến lược; từ Giới lập sa bàn; từ Giới mà tiêu diệt đối phương... thì mười đội binh ma quân phiền não sẽ cởi giáo quy hàng. Nhờ Giới mà tín sẽ vững chắc không xao động. Nhờ Giới mà tấn không thối thất. Nhờ Giới mà niệm không buông lơi. Nhờ Giới mà định tâm thêm kiên cố. Nhờ Giới mà tuệ càng thêm sáng tỏ."
Trong kinh cũng có đoạn nhà vua Menandros I Soter miêu tả về cách thức chăm sóc các thương binh trên chiến trận: "Dĩ nhiên là cho họ lui tuyến sau, cử thầy thuốc chăm sóc vết thương.", và "Họ chùi rửa vết thương cẩn thận, lấy thuốc đắp lên, lấy vải nhuyễn mịn băng bó lại.".

### Kích cỡ của quân đội Ấn-Hy Lạp
Lực lượng quân đội của người Ấn-Hy Lạp đã tham gia vào nhiều trận chiến quan trọng với các đạo quân địa phương của người Ấn.Vị vua cai trị Kalinga, Kharavela, tuyên bố trên văn bia Hathigumpha rằng ông ta đã dẫn đầu một "đội quân lớn" đương đầu với "quân đội" do Demetrius chỉ huy, và rằng ông đã khiến cho ông ta phải rút lui khỏi thành Pataliputra về Mathura. Sứ thần Hy Lạp Megasthenes đã ghi chú đặc biệt về sức mạnh quân sự của Kalinga trong cuốn Indica của ông vào giữa thế kỷ thứ 3 trước Công nguyên:
Thành phố hoàng gia của Calingae (Kalinga) được gọi là Parthalis. Vị vua của họ có tới 60.000 bộ binh, 1.000 kỵ binh, 700 con voi canh giữ trong khi "sẵn sàng cho chiến tranh".— Megasthenes fragm. LVI. in Plin. Hist. Nat. VI. 21. 8–23. 11.

Một ghi chép khác là của nhà văn La Mã Justin đưa ra một gợi ý về kích thước của quân đội Ấn-Hy Lạp, trong đó, khi cuộc xung đột giữa vua Hy Lạp-Bactria là Eucratides với Ấn-Hy Lạp Demetrios II nổ ra, ông ta có 60.000 quân sĩ (mặc dù vậy họ bị cho là đã thua trận trước 300 quân Hy Lạp-Bactria):
| “               | Eucratides tiến hành nhiều cuộc chiến tranh với lòng dũng cảm tuyệt vời, và, trong khi suy yếu bởi những cuộc chiến, và bị đặt dưới sự bao vây của Demetrios, vua của người Ấn Độ. Ông đã tiến hành nhiều cuộc đột kích và cố gắng để chiến thắng 60.000 kẻ thù với 300 chiến binh, và vì vậy đã giải phóng sau bốn tháng, ông đã đặt Ấn Độ dưới sự cai trị của mình. | ” |
| — Justin, XLI,6 | |   |

Đây được coi là lực lượng hùng hậu bởi vì các quân đội lớn trong thời kì Hy Lạp hóa thường có quân số từ 20.000 đến 30.000 binh sĩ.
Người Ấn-Hy Lạp sau đó đã phải đối mặt với các bộ lạc du mục tới từ Trung Á (Nguyệt Chi và Scythia). Theo Trương Khiên, người Nguyệt Chi có một lực lượng hùng hậu từ 100.000 và 200.000 kỵ cung

## Di sản của người Ấn-Hy Lạp

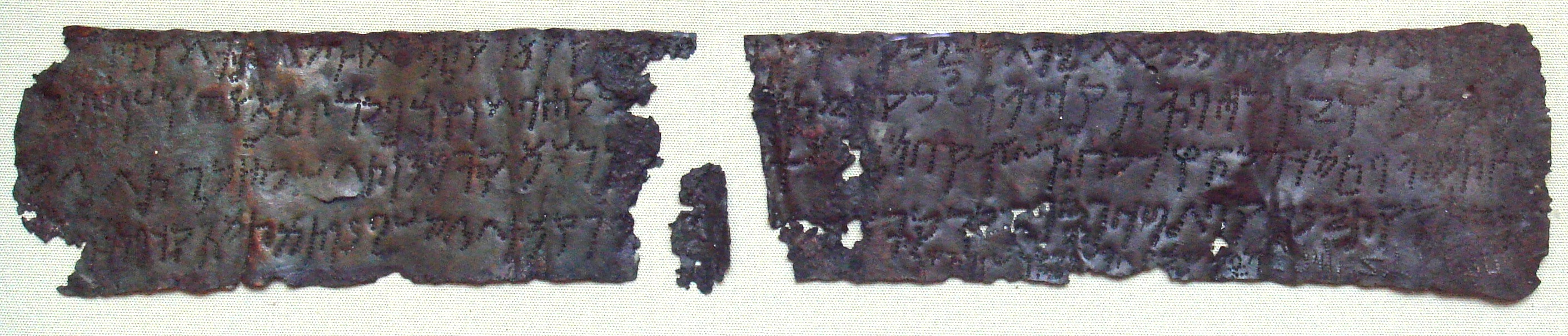
bảng đồng Taxila của nguời Ấn-Scythia sử dụng loại lịch của người Macedonia "Panemos" (British Museum).

Từ thế kỷ 1, các cộng đồng người Hy Lạp ở Trung Á và tây bắc Ấn Độ đã sống dưới sự kiểm soát của người Quý Sương, một nhánh của người Nguyệt Chi, ngoài ra còn có một cuộc xâm lược ngắn ngủi của Vương quốc Ấn-Parthia Sau đó, Người Quý Sương đã thành lập Đế quốc Quý Sương, vương quốc này còn phát triển thịnh vượng trong nhiều thế kỷ. Ở miền Nam, người Hy Lạp đã nằm dưới sự cai trị của Kshatrapas phía Tây. Bộ tộc Kalash ở thung lũng Chitral đã tuyên bố là con cháu của người Ấn-Hy Lạp.

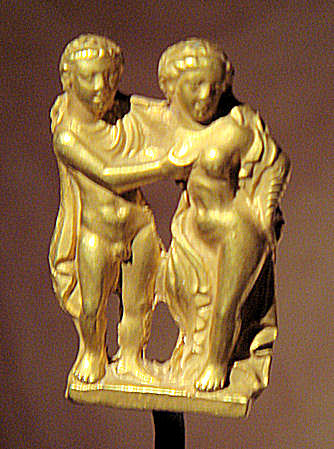
Cặp vợ chồng Hy Lạp từ Taxila (IV).

Hiện chưa rõ liệu những người Hy Lạp đã tìm được cách nào để có thể duy trì sự có mặt lâu hơn nữa một cách rõ rệt ở tiểu lục địa Ấn Độ. Tuy nhiên, di sản của người Ấn-Hy Lạp vẫn còn được duy trì trong nhiều thế kỷ sau đó, từ việc sử dụng ngôn ngữ và cách tính lịch của người Hy Lạp, cho đến ảnh hưởng trên tiền xu ở tiểu lục địa Ấn Độ, có thể kéo dài tới tận thời kỳ của Đế chế Gupta trong thế kỷ thứ 4.